# Zachrašťany
Zachrašťany (en allemand : Zachraschtian) est une commune du district de Hradec Králové, dans la région de Hradec Králové, en République tchèque. Sa population s'élevait à 230 habitants en 2022.

## Géographie
Zachrašťany se trouve à 4 km au sud du centre de Nový Bydžov, à 25 km à l'ouest de Hradec Králové et à 77 km à l'est-nord-est de Prague.
La commune est limitée par Nový Bydžov au nord, par Měník à l'est, par Mlékosrby au sud et par Nepolisy au sud et à l'ouest.

## Histoire
La première mention écrite de la localité date de 1297.

## Transports
Par la route, Zachrašťany se trouve à 3,8 km de Nový Bydžov, à 33 km de Hradec Králové et à 93 km de Prague. 